# Villers-le-Bouillet
Villers-le-Bouillet (Viyé-l'-Boulet en Való) és un municipi belga de la província de Lieja a la regió valona. El 2008 tenia uns 6175 habitants. Es troba a l'altiplà d'Haspengouw i és regat pel Froidepierre i el Tchalet.

## Història

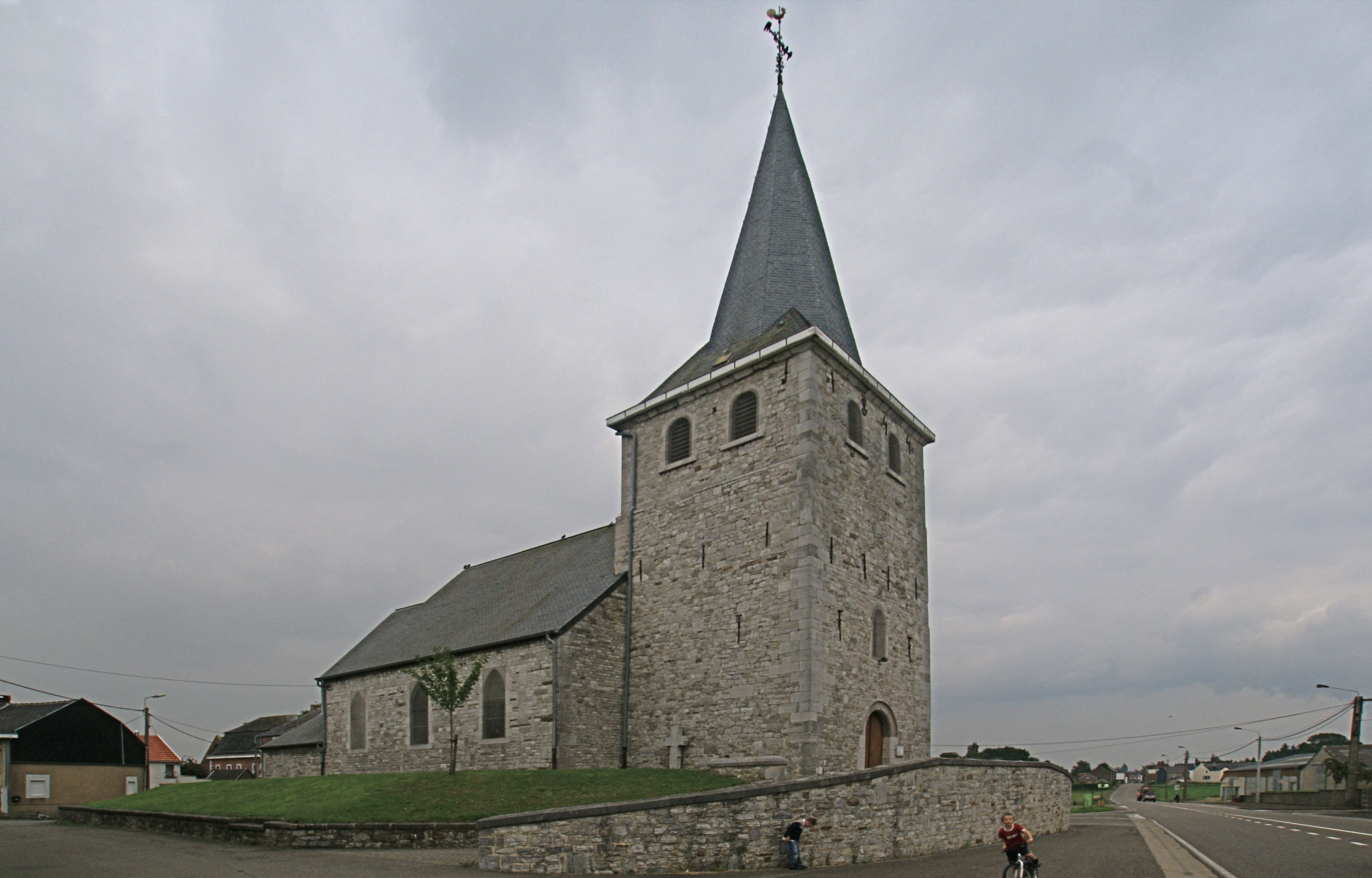
L'església de Martí

Des del Neolític, el lloc va ser habitat. Des de l'edat mitjana, el poble pertanyia al capítol de l'Església de Sant-Bartomeu a Lieja. Durant les revoltes liegeses del 1328 i del 1465 va ser devastat, tot com el 1693 quan l'exèrcit francès va establir-hi un camp durant la Guerra dels Nou Anys.
L'administració revolucionària francesa va crear el municipi de Villers-le-Bouillet. El 1815 va esdevenir una part del Regne Unit dels Països Baixos i des del 1830 és belga. L'1 de gener de 1977 el poble va eixamplar-se en fusionar amb els antics municipis de Fize-Fontaine, Vaux-et-Borset, Vieux-Waleffe i Warnant-Dreye.

## Economia
Villers-le-Bouillet era un municipi rural del qual la primera activitat sempre va ser l'agricultura i més fructicultura. Situat a les terres fèrtils d'Haspengouw, hom hi troba moltes llargues masies. Hi havia un activitat minera amb l'extracció de pedra calcària, d'alum i de carbó.
En crear-hi el polígon industrial de Villers-le-Bouillet-Vinalmont a la sortida de l'autopista E42 la importància econòmica del poble va créixer molt.

## Nuclis
- Villers-le-Bouillet
- Fize-Fontaine
- Vaux-et-Borset
- Vieux-Waleffe
- Warnant-Dreye

## Llocs d'interès
- Diverses masies en estil hesbinyó